# 옙 T9
옙 T9(Yepp T9, YP-T9)은 삼성전자에서 2006년 9월에 출시한 포터블 미디어 플레이어이다.